# Nicholas xứ Cusa
Nicholas xứ Kues hay Nicolaus Cusanus hoặc Nicholas xứ Cusa (1401-1464) là nhà triết học, nhà thiên văn học, nhà thần học, tu sĩ người Đức. Ông tin tưởng ở một hình thức của thuyết duy tín mà ông gọi là docta ignorantia (sự thiếu hiểu biết một cách có tri thức), khẳng định rằng Chúa Trời vượt ra ngoài khả năng phạm trù hóa của con người và tri thức của chúng ta về Chúa chỉ nằm trong phạm vi của sự phỏng đoán. Về thiên văn học, 1440, Nicholas xứ Cusa phát biểu trong quyển De docta ignorantia (tiếng Việt: Về cái ngu dốt đã học được) rằng Trái Đất không nằm tại trung tâm của vũ trụ và là một trong số những thiên thể chiếm lĩnh vũ trụ. Sau đó, ông phát triển những phát biểu này trong các tác phẩm tiếp theo của mình. Thậm chí ông cùng với Nicole Oresme tranh luận về vấn đề này. Nicholas xứ Cusa còn có suy đoán tôn giáo và triết học về sự sống ngoài Trái Đất khiến việc tìm hiểu vấn đề của khoa học hiện đại với chủ đề này đã xuất hiện từ lâu.

## Vài nét về cuộc đời

### Thời thơ ấu và niên thiếu
Nicholas được sinh ra ở Cusa, vùng đất nằm trong thung lũng Moselle. Ông là con trai của một người giàu có và làm nghề trồng nho để làm rượu vang. Nicholas xa gia đình khi đã được 12 tuổi. Về nguyên nhân của việc này, có lời đồn cho rằng đó là bởi người cha của ông đã ghẻ lạnh đối với đứa con trai. Dù là vì lý do gì thì Nicholas đã phải sống một cuộc sống tự lập từ sớm. Và có thêm một sự kiện xảy ra trong giai đoạn cuộc đời này được thông qua những lời kể. Theo như một câu chuyện, vào năm 1413, ông được một người có tên là Bá tước xứ Manderscheid gửi đến tu viện Huynh Đệ Sống Chung, một tu viện ở Deventer, từ đó ông có cơ hội để học hành. Tại đây, có lẽ ông được học tiểu học và học trong một môi trường mộ đạo thần bí. Vào năm 1416, ông học tại Đại học Heidelberg. Sự kiện được ghi lại một cách rõ ràng. Năm 1417, Nicholas đã đến nước Ý, cụ thể là thành phố Padua và học ở đó đến 6 năm liền. Và ở đây ông làm quen và kết bạn với hai người Ý, đó là Paolo dal Pozzo Toscanelli và Giuliano Cesanni. Ở đây, Nicholas đã thể hiện lòng nhiệt huyết khi đi học tập nhiều môn học như toán học, vật lý, thiên văn học, y học, văn học cổ và chủ nghĩa nhân đạo mới. Tuy vậy, ông lại nghiên cứu luật học là chủ yếu và kết quả tuyệt vời: Nicholas lấy bằng tiến sĩ về luật Giáo hội vào năm 1423.

### Khi trưởng thành
Tiếp theo đó, Nicholas lao vào nghiên cứu môn thần học tại Đại học Cologne, nơi ông được đăng ký vào trường với tư cách là một vị tiến sĩ về luật giáo hội vào năm 1425. Hai năm sau, ông được bổ nhiệm vào chức vụ tu viện trưởng của Tổ chức Thánh Florin ở Coblenz. Tiếp theo nữa, vào năm 1430, ông được bổ nhiệm thêm một chức vụ tôn giáo nữa: Tổng giám mục của các linh mục vùng Trier. Ông được Giáo hoàng Nicôla V vinh thăng hồng y năm 1448. Hai năm sau đó, ông được bổ nhiệm làm Thân vương Giám mục của Brixen.
Trong các năm 1451 và 1452, Nicholas trở thành đại sứ của Giáo hoàng và ông thực hiện cuộc hành trình vòng quanh nước Đức với chức danh đó. Nhiệm vụ của ông trong chuyến đi này là cải cách nhà thờ và tu viện. Nhìn chung lại ông không thành công.
Từ khoảng thời gian cho đến khi qua đời, ông luôn làm việc dưới quyền của Giáo hoàng. Trong sáu năm cuối đời, ông giữ một chức vụ lớn mang tên Tổng đại diện Tòa thánh La Mã. Với chức vụ, ông trở thành nhà cố vấn tin cậy nhất của Giáo hoàng Piô II. Vị Giáo hoàng này chính là người bạn của Nicholas trong nhiều năm.

### Qua đời
Nicholas xứ Cusa qua đời khi đang thực hiện sứ mệnh cuối cùng của mình tại Todi. Ba ngày sau, Giáo hoàng Piô II cũng qua đời mà chưa chứng kiến được cuộc thập tự chinh chống lại người Thổ do ông phát động mặc cho Nicholas khuyên ngăn đi đến thất bại nhục nhã.

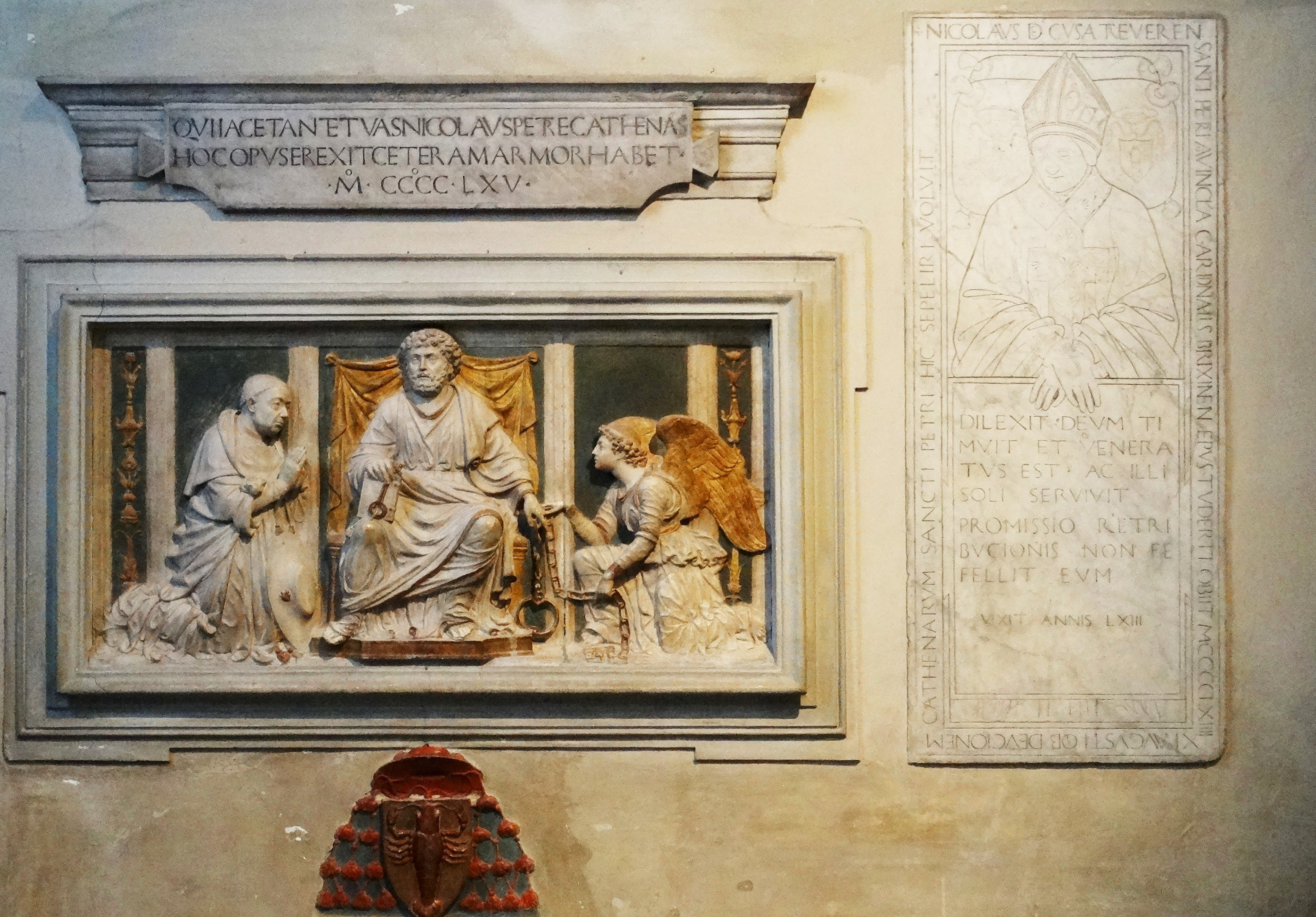
Mộ phần của Hồng y Nicholas cùng với phù điêu "Hồng y Nicholas gặp thánh Phêrô" trong Vương cung thánh đường Thánh Phêrô Bị Xiềng Xích tại Rôma.

### Tính cách và quan điểm sống
Nicholas xứ Cusa là một con người sống khiêm tốn, xa lánh sự xa hoa. Ông sống giản dị mà không rơi vào sự khổ hạnh khắc nghiệt như điều người ta có thể nghĩ về một người theo đạo. Tất cả những điều đó khiến ông nhận được sự kính trọng của nhiều người. Ông là người có ý thức trách nhiệm, có sự tận hiến.

## Sự nghiệp

### Tóm tắt chung
Nicholas xứ Cusa là một người đa tài, có nhiều cống hiến trong nhiều lĩnh vực khác nhau.
Các tác phẩm của Nicholas đều được bắt nguồn từ thực tiễn. Nhưng việc lý thuyết và thực hành không thống nhất với nhau đã khiến ông cảm thấy thấy vọng. Ông muốn gắn kết những trí thức đón nhận Thương đế với thế giới, con người với giáo hội. Không đạt được kết quả bằng hành động, ông dùng lý thuyết triết học, nhưng nó lại chẳng đem lại bình yên gì cho ông. Thế giới không như ông nghĩ, ông thực sự không hề biết điều này và những hệ quả từ nó.

### Nhữngnghiên cứu

#### Triết học[2]
Điều làm nên sự nổi bật cho triết học của Nicholas đó là sự ngu dốt trí thức (De Docta ignorantia) và sự trùng hợp ngẫu nhiên của những cái đối lập. Ông có một tuyên bố rằng ông là tác giả của hai khái niệm này. Tuyên bó này có vẻ không có cơ sở. Nói về sự trùng hợp ngẫu nhiên của những cái đối lập, ta có thể khẳng định rằng chí ít những mầm mống về khái niệm này đã có từ thời đại của Plato, một nhà triết học của Hy Lạp cổ đại. Còn cái gọi là sự ngu dốt trí thức đã được đặt tên bởi Augustine xứ Hippo. Thế nên, nếu có thấy tầm quan trọng của suy nghĩ của Nicholas về hai khái niệm thì cũng chỉ chắc chắn rằng ông là người phát triển chúng mà thôi.
Đến đây, chúng ta sẽ hỏi: Có điều gì đáng nói ở Nicholas?. Câu hỏi này có một câu trả lời mà nửa phản của nó có thể gây ra nhiều người bất ngờ: Gần như là được nói hết. Nhưng chớ vội kết luận rằng chẳng có gì để nói về tư tưởng của Nicholas ở đây cả. Nửa kia của câu trả lời đó là: Hai khái niệm này chỉ đúng về cách diễn đạt ngôn ngữ đơn thuần chứ chưa đúng về mặt tư tưởng. Và đây chính là công việc mà Nicholas xứ Cusa làm để tạo nên sự độc đáo của riêng mình.
Nhìn vào tư tưởng của Nicholas xứ Cusa khi ông suy nghĩ về sự ngu dốt tri thức và sự trùng hợp ngẫu nhiên của những cái đối lập, có thể tóm tắt nền tảng của ông qua các ý sau đây:
- Thứ nhất, suy tư lan man và cái hữu hạn: Theo suy nghĩ của Nicholas, khi suy tư, con người phải làm hai việc. Thứ nhất, làm sao để phân biệt cái này với cái khác và thứ hai, so sánh chúng như thế nào và nếu so sánh thì dựa trên những tiêu chuẩn ra sao. Từ việc suy tư như vậy, con người sẽ rơi vào thế lưỡng phân. Và bản thân của tiêu chuẩn cũng có sự khác biệt so với thẩm định, cụ thể là khi có quá nhiều cái khác biệt thì chẳng có tiêu chuẩn (biểu trưng cho tuyệt đối) nào có thể áp đụng được mà chỉ có thẩm định (biểu trưng cho tương đối) mới hữu dụng.
- Thứ hai, vượt qua sự hữu hạn: Con người vốn là sinh vật biết suy tư và khi suy tư thì suy tư rất nhiều. Chẳng thế mà không có sự hữu hạn nào có thể làm vừa lòng chúng ta. Đây là lúc chúng ta vươn xa hơn đến cái vô hạn. Chúng luôn muốn làm điều đó.
- Thứ ba, hạn từ chung giữa vô hạn và hữu hạn: Liệu có điều đó hay không? Câu trả lời là không. Con người không thể nào đạt tới cái vô tận, theo Nicholas, dù cho chúng ta tiến lên mạnh mẽ như thế nào trong sự hữu hạn. Và cũng theo ông, giữa vô hạn và hữu hạn có một sự gián đoạn. Sự gián đoạn này là một cái hố mà chúng ta không thể vượt qua.
- Thứ tư, ngu dốt trí thức và sự trùng hợp ngẫu nhiên của những cái đối lập. Đây có lẽ là ý quan trọng nhất trong tư tưởng triết học của Nicholas, thứ mà đang nói đây. Nó là sự tổng hợp của ba lý lẽ và mở đường để dẫn đến ý cuối cùng (ý sau đây). Nội dung của ý này đó là, vô hạn là cái chúng ta không thể vượt qua, nhưng lại là cái xuất hiện trong suy nghĩ của chúng ta. Cái vô hạn này không thể được giải thích bởi lý trí rời rạc, thứ mà chúng ta có thể dùng đề giải thích cái hữu hạn. Đến đây, một khái niệm xuất hiện: sự ngu dốt trí thức, đơn giản là không phải sự trống rỗng mà là được phát triển trong tư duy. Yếu tố làm nên sự ngu dốt này chính là sự trùng hợp ngẫu nhiên của những cái đối lập. Đây là phương pháp chủ yếu và có lẽ là duy nhất tồn tại trong sự ngu dốt trí thức. Nó chấp lý trí rời rạc, nó đưa ra kinh nghiệm logic để giải quyết vấn đề.
- Thứ năm, bức tường giữa vô hạn và hữu hạn. Thực ra ý này chỉ là ý phát triển của ý thứ ba. Nếu nhìn vào ý thứ ba, chúng ta thấy là Nicholas có đề cập đến cái gián đoạn. Cái gián đoạn đó chính là bức tường mà chúng ta nói tới. Theo Nicholas, con người không thể trèo qua bức tường này để tới sự vô hạn. Đơn giản là chúng ta không thể đến được thế giới của thánh thần.

#### Thiên văn học
Phát biểu đáng chú ý nhất của Nicholas về thiên văn học đó là Trái Đất không ở trung tâm của vũ trụ. Đồng thời, ông cũng đề cập đến sự sống ngoài Trái Đất.

### Các tác phẩm[2]
- Về sự hài hòa của Công giáo
- Sự ngu dốt trí thức
- Tầm nhìn Thượng đế